# ليرة عثمانية
الليرة العثمانية هي عملة الدولة العثمانية، للفترة ما بين 1844 و29 أكتوبر 1923. والتي حلت محل القروش التركية كوحدة عملة رئيسية، مع استمرار تلك القروش في الاستخدام لتكون جزء أصغر من الليرة، وكل 1 ليرة = 100 قروش، و18 شلن إنجليزي، و14 روبية هندية. كذلك أيضا استمر استخدام البارة كوحدة عملة، وكانت كل 40 بارة = 1 قرش (kuruş)، وذلك حتى الثلاثينات من القرن العشرين. تم استخدام الحروف العربية على القطع النقدية والأوراق النقدية.
وسمي القرش العثماني باسم الشامي قبل ضرب الليرة العثمانية الذهبية زمن محمد رشاد ويقال له القرش الرومي وبقي إسم الشامي شائعا في البصرة وأنحائها، ويعادل الشامي 9 قروش ونصف حتى سنة 1914.